# Casertana Football Club
La Casertana Football Club è una società calcistica italiana con sede nella città di Caserta. Milita in Serie C.
Secondo la tradizione sarebbe stata fondata con il nome di Robur nel 1908, il che la renderebbe una delle società più antiche della Campania; il fondatore sarebbe Mimì Bluette, un cameriere del Circolo Nazionale di Caserta. Il 7 agosto 1924 si ebbe invece per la prima volta la creazione della rossoblù Unione Sportiva Casertana, che ha disputato due campionati di Serie B. Temporaneamente sciolta nel 1927, è stata rifondata dapprima nel 1928 ed in seguito nel 1993 e 2005 dopo due fallimenti. Ha attraversato anche un periodo di inattività dai tornei ufficiali tra il 1932 ed il 1936.
L'attuale società è sorta nel 2005 mentre nel 2008 ha riassunto la vecchia denominazione ma, nell'estate del 2021, scompare nuovamente dal professionismo non riuscendosi ad iscrivere al successivo campionato di Serie C. Successivamente riparte dalla Serie D.
Vanta numerose partecipazioni ai campionati di Serie C e alla Coppa Italia, e due stagioni nel torneo di Serie B nel 1970-71 e nel 1991-92. A livello nazionale ha vinto un campionato di Serie C nel 1969-70, uno di Serie C2 nel 1980-81, uno di Serie C1 nel 1990-91 e un Campionato Nazionale Dilettanti nel 1995-96.
I colori sociali sono il rosso ed il blu che fanno parte dello stemma della città, mentre il simbolo della società è il falco. Disputa le proprie gare casalinghe allo stadio Alberto Pinto.
Occupa il 117º posto nella graduatoria della classifica perpetua della Serie B e l'80ª per la tradizione sportiva dei club calcistici secondo i criteri della FIGC.

## Storia
Il calcio a Caserta ebbe inizio nel 1908 per iniziativa di un cameriere del Circolo Nazionale, Mimì Bluette; il primo campo di gioco fu la Reggia di Caserta e il primo nome scelto per la squadra cittadina fu Robur Caserta con il bianco e il nero come colori sociali. Mutò denominazione una prima volta nel 1912, divenendo Unione Sportiva Volturno, con colori sociali nero-verdi e sul petto uno scudetto rosso e blu, e una seconda volta nel 1921 in Associazione Sportiva Ausonia, Contemporaneamente ad essa sorsero altre piccole realtà come la Pro Caserta, che partecipò al campionato di Prima Categoria 1919-1920.

La vecchia tribuna dello stadio Pinto, costruita nel 1935-36 ed abbattuta nel 1991.

Il 7 agosto 1924 nacque ufficialmente l'Unione Sportiva Casertana, sintesi dei sodalizi precedenti, che acquistò i giocatori ungheresi Sangiorgi (nome italianizzato di un calciatore passato precedentemente alle cronache come Szantgyorgy) e Ruprich. Nel 1925-26 la squadra si iscrisse al campionato di Prima Divisione, classificandosi al terzo posto nel girone eliminatorio campano. Nel 1926-27, grazie alla Carta di Viareggio, la Prima Divisione in cui militava la Casertana fu riqualificata in un unico girone interregionale per tutto il Sud. Dopo le prime giornate del campionato 1926-27 la Casertana fu esclusa dalla seconda serie nazionale per "indegnità", in seguito agli scontri avvenuti nella partita interna contro la formazione capitolina del Roman, quando l'arbitro concesse alla formazione ospite ben 3 calci di rigore nel corso della partita; tuttavia dopo alcune settimane il Direttorio Divisioni Superiori ritornò sui propri passi riammettendo la Casertana che poté così portare a termine il campionato, chiuso al quarto posto; la squadra non riuscì tuttavia a iscriversi al campionato successivo per le gravi difficoltà economiche derivanti da un torneo di così alta qualità, rimanendo inattiva.
Nel 1935 fu costruito lo stadio Alberto Pinto, grazie al gen. cav. avv. Ludovico Ricciardelli, podestà di Caserta per il PNF. La squadra vi gioca tuttora. Nel 1940 la Casertana giocò il campionato di Prima Divisione Regionale (quarto livello calcistico dell'epoca) giungendo terza alle spalle della Scafatese e del Gladiator di Santa Maria Capua Vetere. Il Gladiator, tuttavia, non riuscì a iscriversi al successivo campionato di Serie C, lasciando così il posto alla Casertana.
La Casertana fu inserita nel Campionato campano 1945 insieme a Napoli e Salernitana, e proprio contro la Salernitana accadde un incidente durante il derby giocato nel campo di via Roma a Caserta: quando la società ospite era in vantaggio per 3 reti a 1, venne annullato un gol al rossoblù Mario Fusco, il quale schiaffeggiò l'arbitro e diede un chiaro segnale ai tifosi di casa di invadere il campo. Fusco fu squalificato a vita e solo in seguito a un dettagliato reclamo della società rossoblù la squalifica fu ridotta a un anno. Nel 1950 la Casertana chiuse il campionato di Promozione (l'antesignana della Serie D) al primo posto, insieme con l'Avellino: si rese così necessario uno spareggio che si giocò nel campo neutro dello stadio Collana di Napoli. La Casertana vinse 2-1 ed ebbe accesso così alla fase finale per la promozione in Serie C. Gli spareggi per la promozione con Toma Maglie e Nissa proseguirono fino a metà agosto, quando i rossoblù furono esclusi tramite sorteggio.

La Casertana 1976-77. Da sinistra, in piedi: Borsari, Gilli, Perrelli, Tendi, Camola, Loseto. Accosciati: Diana, Guarisco, Fazzi, Isetto, Paterlini.

Nel 1969 la Casertana vinse il Campionato di Serie C ma, a seguito di un tentativo di "combine" denunciato dal Taranto, alla squadra rossoblù fu tolta la gioia della prima Serie B della sua storia; fu così che la Giunta comunale invitò "la cittadinanza a manifestare con tutti i mezzi consentiti lo sdegno e la protesta più viva avverso il grave e farsesco provvedimento di cui si chiede l'annullamento": a Caserta iniziò la "Rivolta del pallone", con incidenti che misero Caserta praticamente in stato d'assedio. Il 19 settembre 1969 anche la CAF diede torto ai rossoblù, condannandoli a un altro anno di Serie C. Nel 1969-70, la squadra vinse ancora il campionato. L'anno successivo, la squadra per la prima volta nella sua storia giocò il campionato di Serie B ma si classificò al 19º posto retrocedendo.

La Casertana 1991-92. Da sinistra, in piedi: Manzo, Cristiano, Campilongo, Mastrantonio, Giordano, Bucci. Accosciati: Signorelli, Suppa, Petruzzi, Carbone, Volpecina.

Per vedere di nuovo la Serie B a Caserta si dovette aspettare fino al 1991, quando fu la Casertana del presidente Cuccaro a raggiungere la tanto agognata categoria cadetta per la seconda volta, nella stessa stagione in cui nella pallacanestro la Juvecaserta divenne la prima società dell'Italia meridionale a vincere lo scudetto. La Casertana giocò il campionato di Serie B 1991-1992 inizialmente sotto la guida dell'allenatore Adriano Lombardi, che aveva ottenuto la promozione dalla Serie C1. Dopo un inizio incerto Lombardi fu esonerato poco prima della fine del girone di andata e venne ingaggiato l'allenatore Giuseppe Materazzi, ma i rossoblù retrocessero dopo lo spareggio contro il Taranto sul neutro di Ascoli Piceno. Dal 1993 al 1996, la Casertana affrontò il Campionato Nazionale Dilettanti, riuscendo a tornare tra i professionisti solo per la stagione 1996-97 in Serie C2.

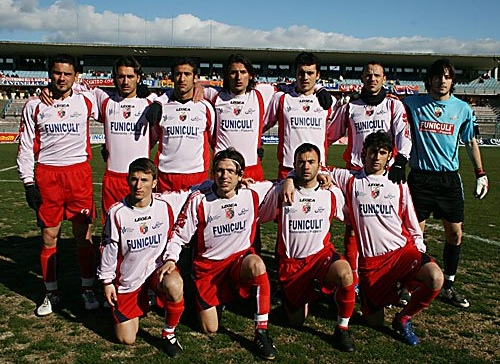
Il Caserta Calcio 2007-08. Da sinistra, in piedi: Ruggiero, Caldore, Morale, G.L. Tucci, Olcese, Torrens, Cortese. Accosciati: Manco, Taglialatela, Polverino, Izzo.

Durante la stagione 2004-2005, a causa di problemi interni relativi alla nuova amministrazione, la squadra conobbe nuovamente il fallimento in quanto i giocatori, non pagati, si rifiutarono di scendere in campo per quattro partite, venendo esclusi dalla competizione. Nel 2005 viene fondata la nuova società con il nome di Rinascita Falchi Rossoblù. La società, nonostante il passaggio di proprietà, non navigò in buone acque e fu quindi acquistata dall'ex portiere Giovanni Pascarella, che al termine della stagione cambiò il nome in Caserta Calcio.
Il 28 febbraio 2007 la Casertana vinse la Coppa Italia regionale di Eccellenza battendo in finale il Gragnano per 3-0 allo Stadio San Francesco di Nocera Inferiore (Salerno). Il 22 aprile 2007, battendo in casa la Puteolana con il punteggio di 1-0, la Casertana ottenne la matematica promozione in serie D con una giornata di anticipo.
Il 2 settembre 2007 iniziò il nuovo campionato di Serie D e la Casertana si trovò inserita nel girone I insieme con le squadre calabresi e siciliane, oltre ad altre campane. Un ultimo mese di risultati negativi si tradusse in un play-out contro il Castrovillari: dopo aver sfiorato la vittoria in trasferta, la Casertana crollò nel ritorno e fu nuovamente retrocessa in Eccellenza. Ad ogni modo al termine della stagione la società riacquistò la denominazione originaria Unione Sportiva Casertana 1908, abbandonato con il fallimento del 1993, e compì i 100 anni di vita.

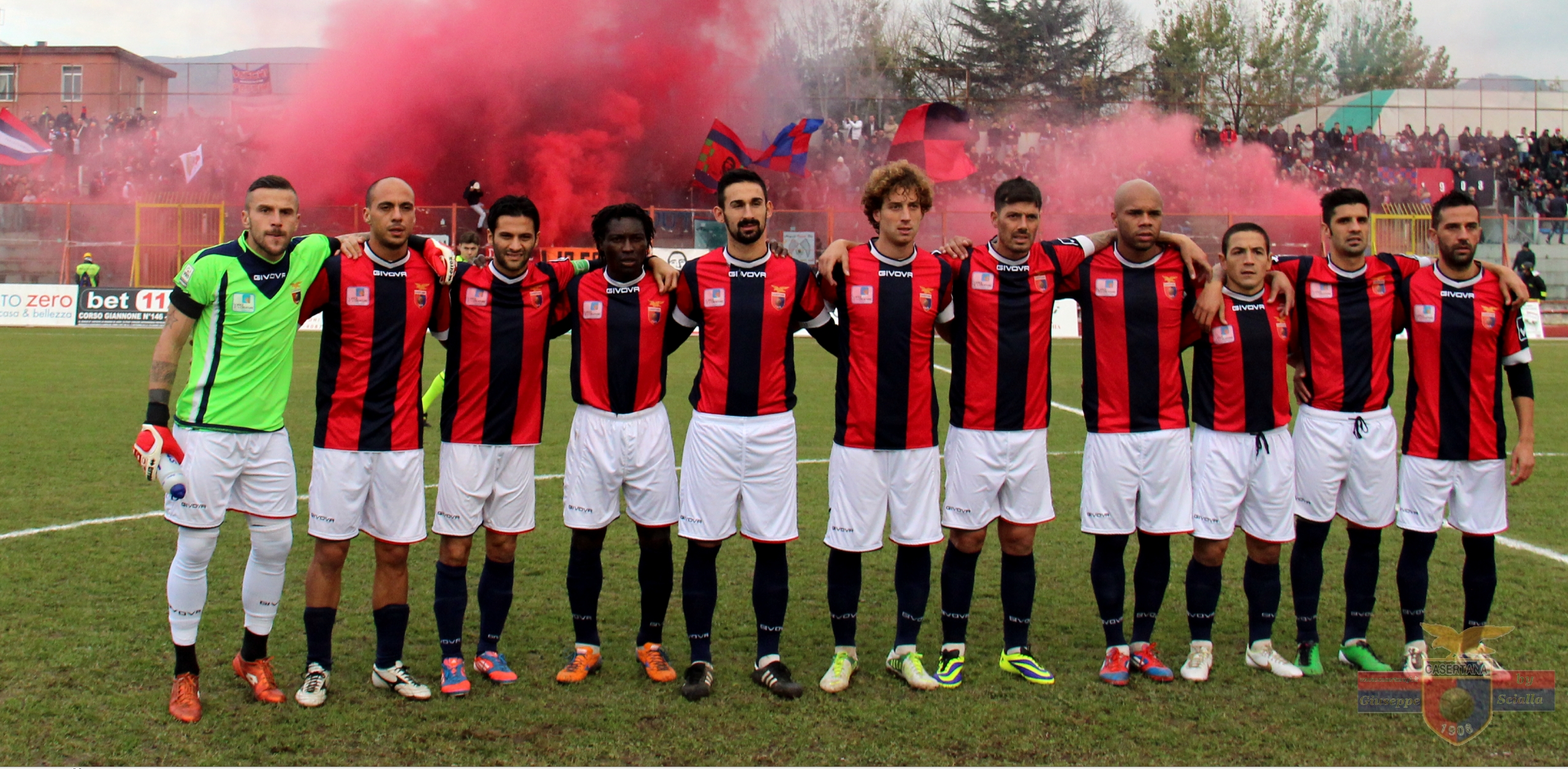
La Casertana 2013-14. Da sinistra: Fumagalli, Correa, D'Alterio, Agodirin, Idda, Marano, Rinaldi, Baclet, Cruciani, Mancino, Pezzella.

La Casertana nella stagione 2008-2009 disputò l'Eccellenza regionale nel girone A, conquistando nuovamente la promozione in Serie D. Riuscì anche a vincere il titolo regionale di Eccellenza (quell'anno denominato Trofeo Ciro Scognamiglio), in seguito alla doppia sfida contro la formazione sannita Forza e Coraggio Benevento, vincitrice del girone B di Eccellenza campana. Si trattò del terzo titolo per la formazione rossoblù dopo le vittorie del 1954 contro la Torrese di Torre Annunziata (la vecchia denominazione del Savoia) e dopo quella più recente del 2007 contro la Gelbison Cilento di Vallo della Lucania.
Dal 2009 al 2013 la Casertana prese sempre parte al campionato di Serie D e nel 2011-2012 anche alla Coppa Italia.
Il 5 agosto 2013 il Consiglio Federale ratifica il ripescaggio dei falchetti in Lega Pro Seconda Divisione in virtù del secondo posto ai play-off nazionali nel 2012-2013.
Nel 2014-2015 la Casertana è tornata a disputare un campionato di terza serie a più di vent'anni dall'ultima partecipazione, risalente alla stagione 1992-1993, dopo essersi classificata al secondo posto in Lega Pro Seconda Divisione 2013-2014.
Nella stagione 2020-2021, il 20 dicembre 2020, si gioca Casertana-Viterbese ma, a causa dei tanti casi di COVID-19 nella squadra campana, all'inizio si decide di posticipare l'inizio del match, poi l'incontro inizia però con i padroni di casa costretti a giocare solo con 9 uomini. Nei giorni successivi alla partita, altri giocatori risultano positivi al tampone.
Il 28 giugno 2021, all'atto dell'iscrizione, il club omette di presentare la fideiussione richiesta, rimanendo così escluso dal campionato. La società il 17 agosto 2021 si vede riconoscere dal TAR del Lazio il diritto all'ammissione in sovrannumero al campionato di Serie D e successivamente Gabriele Gravina, presidente della FIGC, accoglie la richiesta di iscrizione in sovrannumero della società al suddetto campionato. Partecipa al campionato di Serie C dalla stagione 2023-2024.

## Colori e simboli

### Colori
| Le foto d'epoca mostrano come originariamente la divisa della Robur Foot Ball Club fosse costituita da una camicia bianca e dei pantaloncini neri. Con il cambio di denominazione in Volturno Football Club, la squadra passò ad indossare divise verdi e nere con uno scudetto rossoblu sul petto. I tradizionali colori rossoblu diventarono realtà a partire dal 1924, con la nascita ufficiale dell'Unione Sportiva Casertana. Tali colori furono abbandonati solo temporaneamente all'inizio del campionato 1928-1929, quando la Pro Caserta adottò il verde-crociato. |                             | \| Colori \| Periodo \| Denominazione \| \| --------- \| --------------------------- \| -------------------- \| \| \| 1908-1912 \| Robur Foot Ball Club \| \| \| 1912-1921 \| Volturno FC \| \| 1921-1924 \| AS Ausonia \| \| \| \| 1924-1926 \| US Casertana \| \| 1926-1927 \| USF Casertana \| \| \| 1928-1930 \| Gruppo Sportivo Pro Caserta \| \| \| 1930-1932 \| AS Caserta \| \| \| 1936-1937 \| AC Caserta \| \| \| 1937-1993 \| US Casertana \| \| \| 1993-2005 \| Casertana FC \| \| \| 2005-2006 \| Rinascita Falchi Rossoblù \| \| \| 2006-2008 \| Caserta Calcio \| \| \| 2008-2011 \| US Casertana 1908 \| \| \| 2011-oggi \| Casertana FC \| \| |
| Colori | Periodo                     | Denominazione |
| | 1908-1912                   | Robur Foot Ball Club |
| | 1912-1921                   | Volturno FC |
| 1921-1924 | AS Ausonia                  | |
| | 1924-1926                   | US Casertana |
| 1926-1927 | USF Casertana               | |
| 1928-1930 | Gruppo Sportivo Pro Caserta | |
| 1930-1932 | AS Caserta                  | |
| 1936-1937 | AC Caserta                  | |
| 1937-1993 | US Casertana                | |
| 1993-2005 | Casertana FC                | |
| 2005-2006 | Rinascita Falchi Rossoblù   | |
| 2006-2008 | Caserta Calcio              | |
| 2008-2011 | US Casertana 1908           | |
| 2011-oggi | Casertana FC                | |

#### Evoluzione della divisa

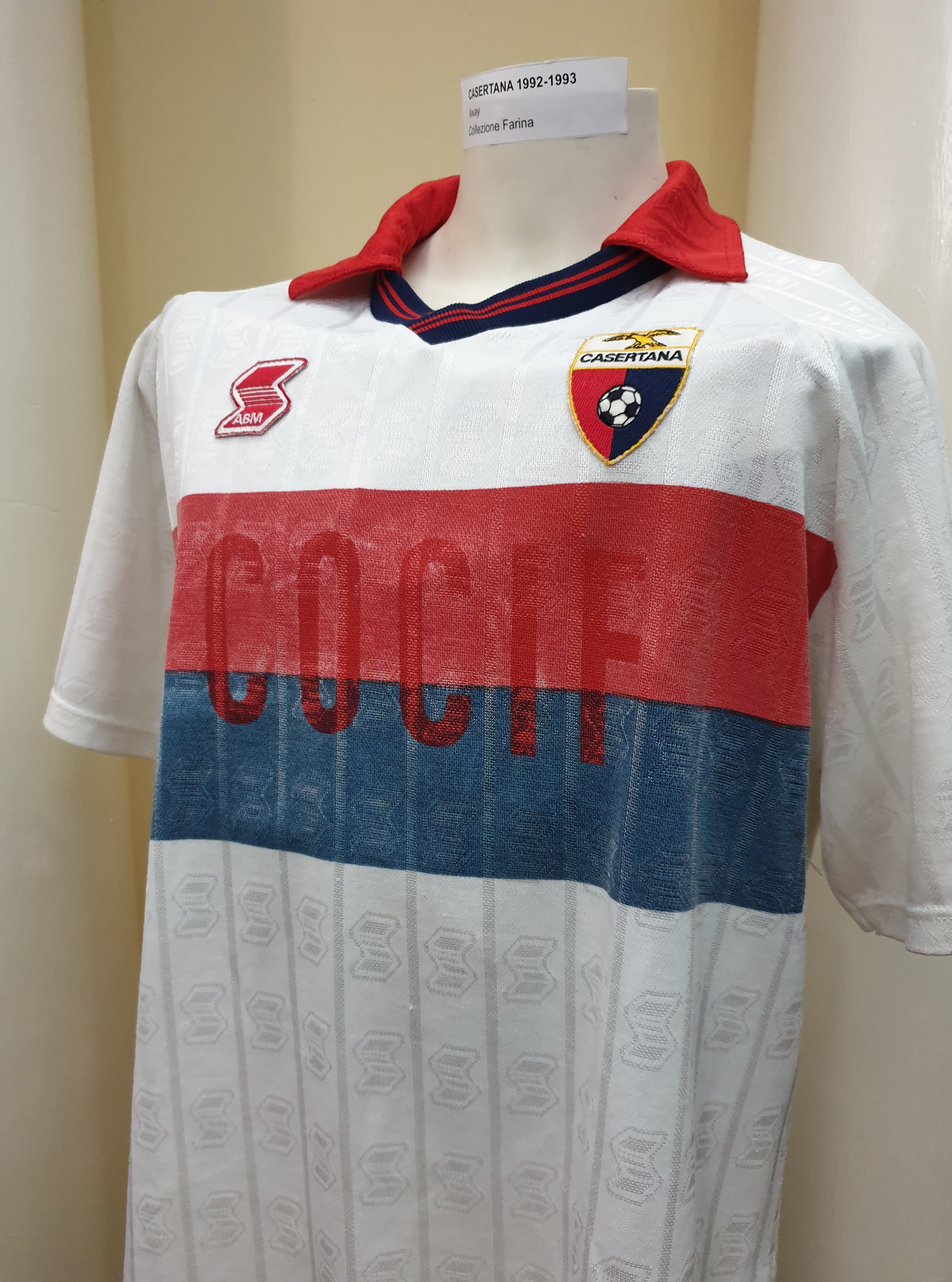
Maglia da trasferta della Casertana 1992-93

Di seguito l'evoluzione parziale della prima maglia della Casertana nel corso degli anni. Nella stagione 2017-18 per la prima volta la divisa rossoblu viene fregiata da un'immagine della Reggia di Caserta.
| Anni 1930 | Anni 1950 | 2006-2007 | 2009-2010 | 2013-2014 |

| 2014-2015 | 2015-2016 | 2016-2017 | 2017-2018 | 2018-2019 |

### Simboli ufficiali

#### Stemma
Lo stemma della Casertana è uno scudo rosso e blu dal 1912, adottato al momento del cambio di denominazione in Volturno Football Club. Il falco invece fece la sua prima comparsa nel 1954, quando su iniziativa di un quotidiano napoletano, "Il Giornale", fu indetto un concorso per la scelta di un simbolo, che premiò il disegno di Gerardo Miscuzzi.
L'attuale stemma della Casertana è stato presentato il 3 giugno 2014 nella sala stampa dello Stadio Pinto. È costituito da uno scudo con bordo color oro, simbolo di blasone, diviso in due parti: una superiore, più piccola e di forma rettangolare, in cui è scritto il nome della società dal punto di vista burocratico, CASERTANA F.C., in blu su sfondo dorato, e una inferiore, più estesa, divisa in una metà sinistra rossa e una destra blu, al centro delle quali vi sono un pallone d'epoca e l'anno di fondazione della squadra, 1908. Lo scudo è poi sormontato da un falco, sempre color oro. Il disegno è stato realizzato dalla società in collaborazione con l'editing Millestampe ed è in formato vettoriale.
In occasione del 110º anniversario dalla fondazione del club, il 13 luglio 2018 la società ha reso pubblico attraverso i propri canali digitali (Facebook, Twitter e Instagram) il logo celebrativo dell'evento ed in uso nella stagione 2018-2019. Lo stemma altro non è che una variante di quello del 2014, con l'aggiunta di una corona di alloro ai lati del pallone d'epoca e dell'anno 2018 proprio sotto l'anno di nascita 1908.
Le precedenti versioni del logo sono state caratterizzate spesso dal medesimo scudo rosso e blu, che negli anni ha leggermente variato la forma. Il nome della società (in genere il semplice CASERTANA) era inserito tradizionalmente su sfondo bianco nella parte superiore dello scudo, mentre il pallone da calcio è stato inizialmente d'epoca, per poi passare al più moderno ad esagoni e pentagoni bianchi e neri (modello Telstar), fino al ritorno a quello pionieristico con il logo del periodo 2009-2014. Sempre presente anche il falco che sormonta lo scudo, passato attraverso una serie di stilizzazioni. Particolare infine la versione adottata dal 1993 al fallimento del 2005, in cui il falco "entrava" nel logo fino quasi a toccare il pallone con gli artigli. La scritta (in questo caso CASERTANA F.C. come nella versione attuale) era bianca su sfondo per metà blu (lato sinistro, dove il resto dello scudo era rosso) e per metà rosso (lato destro, dove il resto era blu).

Stemma in uso dal 2006 al 2008
Stemma attuale, in uso dal 2014.[23]

#### Inno
l'adrenalina in un attimo va su.

Le sciarpe al collo, uniti ancora qua

in un canto d'amore per la mia città!

Ed è per te se sono qui, solo per te che canterò,

questa passione e i nostri guai

si fondono su spalti che sostengono la maglia che rispettare dovrai, onorare col cuor,

nessuno ci dividerà, solo per te, Casertana!»
(Prima strofa de: Everybody let's go Casertana di Maurizio Ha Fuso & The Bleachers)
L'attuale inno ufficiale è Everybody let's go Casertana, scritto e composto dal complesso Maurizio Ha Fuso & The Bleachers, presentato il 29 aprile 2014 in concomitanza con il ritorno della Casertana in Lega Pro. Si tratta di un brano ska il cui titolo prende spunto da un popolare coro cantato dalla tifoseria organizzata. Hanno preso parte alla registrazione e al video ufficiale anche i calciatori Ermanno Fumagalli, Riccardo Idda, Angelo Antonazzo, Lucas Correa e Nicola Mancino, l'allenatore in seconda Fabio Andreozzi, il team manager Cesare Salomone e l'addetto stampa Giuseppe Frondella. Un nuovo video dell'inno ufficiale della Casertana è stato girato l'11 agosto 2018 ed è stato presentato ufficialmente ai tifosi il 6 settembre 2018, in occasione della presentazione della squadra per il campionato di Serie C 2018/2019.

## Strutture

### Stadio

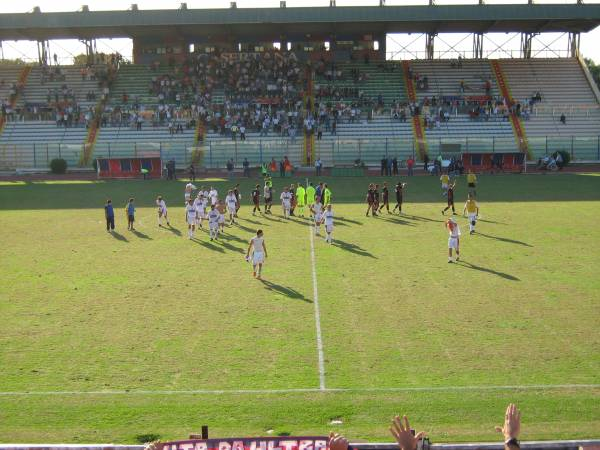
Lo stadio Alberto Pinto

La Casertana gioca le proprie partite interne allo stadio Alberto Pinto, sito in viale Medaglie d'Oro. L'impianto è stato inaugurato con il nome di Comunale nel 1937 alla presenza del principe di Piemonte Umberto di Savoia, mentre nel 1947 è stato intitolato al capitano della Finanza Alberto Pinto, calciatore della Casertana tra il 1925 e il 1927, trucidato a Bellona dai tedeschi nel 1943. Il progetto iniziale prevedeva un centro polisportivo di cui lo stadio è di fatto l'unica costruzione ad esser stata realizzata. L'impianto è formato da una tribuna centrale coperta, dal settore distinti, meno capiente, e da due curve; il terreno di gioco, inoltre, è cintato da una pista di atletica. La capienza originaria era di circa 15 000 posti, tuttavia le attuali norme in materia di sicurezza degli impianti sportivi ne hanno ridotto forzatamente la capienza. Il record di spettatori per una partita di campionato risale alla gara del 2 giugno 1991, decisiva ai fini della promozione nella serie cadetta, giocata contro il Monopoli; in tale occasione gli spalti furono affollati da oltre 15 000 tifosi.
In precedenza la Casertana ha giocato anche in altre strutture come il Comunale di Piazza Venezia, costruito nel 1911, e al campo di Piazza D'armi, nell'area ex "Ma.C.Ri.Co."; inoltre, nel biennio tra il 1945 e il 1947, a causa dell'occupazione dello stadio da parte delle truppe americane, la Casertana è stata costretta a giocare al campo Vincenzo Cucco di via Roma.

### Centro di allenamento
La Casertana in passato ha svolto le sue sedute di allenamento presso gli impianti sportivi del centro CIAPI ubicato nel comune di San Nicola la Strada e presso il centro sportivo "Terra di Lavoro" di Marcianise. mentre nella stagione 2016-2017, gli allenamenti si sono tenuti presso il centro sportivo "Talamonti", sito a Caserta.. A partire dal 1º luglio 2017, la società rossoblu ha deciso di trasferire il proprio quartier generale presso il campo sportivo "Benedetta Ferone", sito nella frazione di Casolla, e ha stipulato anche un accordo con il comando della Brigata Garibaldi per l'utilizzo del campo "El Alamein", ubicato esattamente alle spalle della curva nord dello stadio Pinto e già impiegato a lungo in passato come campo di allenamento. Dalla fine di ottobre 2018 la società inizia ad utilizzare come campo d'allenamento il campo sportivo "Antonio Ponsillo" del comune di Caiazzo.

### Sedi sociali
Di seguito la cronologia delle sedi sociali.
- 1908 Corso Umberto I[N 1] (pal. Sossio)[2]
- 1920 Via Roma
- 1926 Pal. Municipio[34]
- 1936 Corso Umberto I[N 1] 49[35]
- 1941-1942 Corso Umberto I[N 1] 19
- 1949-1950 Via Cesare Battisti 19-23-25
- 1967-1974 Corso Trieste 140[36]
- 1974-1976 Corso Trieste 90[37]
- 1981-1989 Corso Trieste 171[38]
- 1989-1993 Piazza Duomo 3[39]
- 2001-2003 Via Ferrarecce 157[40][41]
- 2003-2005 V.le Medaglie d'Oro[42][43]
- 2005-2006 Aversa (CE)[44][N 2]
- 2006-2017 V.le Medaglie d'Oro[45][46][47][48][49][50][51][52]
- 2017-2020 Corso Trieste 257[53]
- 2020- Via Marinetti 2, San Nicola la Strada (CE)

Annotazioni
1. 1 2 3  Rinominato corso Trieste dopo la seconda guerra mondiale
2. ↑  In seguito al fallimento del 2005 la nuova società fu costretta a stabilire la sede ad Aversa per motivi burocratici dopo il rilevamento del titolo del Real Aversa

## Società
La Casertana Football Club s.r.l. è una società a responsabilità limitata dal 2011. Le quote societarie sono ripartite tra il presidente Giuseppe D'Agostino, possessore del 75% delle quote, e la società Caseificio La Pagliara s.r.l., di cui lo stesso Giuseppe D'Agostino risulta Amministratore Unico, detentrice del restante 25%.

### Organigramma societario
Di seguito lo staff dell'area amministrativa della Casertana.
- Giuseppe D'Agostino - Presidente
- Lidia Lonardo - Amministratore unico
- Alessandro Degli Esposti - Direttore sportivo
- Pietro Valori - Club manager
- Massimo Vecchione - Responsabile marketing
- Giuseppe Frondella - Responsabile comunicazione
- Gaetano Sellitti - Segreteria
- Marco Caporaso - Segreteria
- Angelo Di Nuzzo - SLO e rapporti con istituzioni e tifoseria
- Saverio Colurcio - Delegato gestione evento
- Luca Colurcio - Vice delegato gestione evento
- Guido Sorvillo - Revisore dei conti
- Francesca Semola - Commercialista
- Pietro Cerro - Legale di fiducia

### Sponsor
Di seguito l'elenco degli sponsor tecnici della storia della Casertana.
- 1908-1978 nessuno
- 1978-1989 Nr
- 1989-1993 Abm
- 1993-1995 Leam
- 1995-1996 Devis
- 1996-1998 Legea
- 1998-1999 Hummel
- 1999-2000 Zeus Sport
- 2000-2003 Legea
- 2003-2004 Hummel
- 2004-2005 Legea
- 2005-2006 Zeus Sport
- 2006-2007 Legea
- 2007-2008 Legea, poi Macron
- 2008-2009 Galex[59]
- 2009-2011 Givova[59]
- 2011-2012 Onze 11[60][61]
- 2012-2017 Givova[62][63][64]
- 2017-2020 Zeus Sport[65]
- 2020-2021 Givova[66]
- 2021-2022 EYE Sport[67]
- 2022-2025 Adidas[N 1][68]

Annotazioni
1. ↑  Attraverso GGteamwear

### Impegno nel sociale
La Casertana nel corso della stagione 2013-2014 si è distinta per l'impegno nel sociale. Oltre a sponsorizzare la fondazione Onlus "A' voce d'é creature" del parroco anticamorra don Luigi Merola come l'anno precedente, durante il campionato di Lega Pro Seconda Divisione riesce anche a testimoniare la propria vicinanza alla squadra antirazzista della città RFC Ska Lions. Inoltre la società si fa sentire anche sull'argomento Terra dei fuochi: con un coprimaglia indossato nel prepartita della gara contro il Castel Rigone con la scritta TERRA DI LAVORO NON DEVE MORIRE mentre viene esposto (e poi messo sul vetro di divisione dalla Curva Sud dello Stadio Pinto) lo striscione "Terra di Lavoro non deve morire. Caserta vuole vivere". Lo stesso viene poi riportato anche nel sito ufficiale della società rossoblù nello spazio consuetamente occupato dagli sponsor. La Casertana realizza anche un calendario con le foto della squadra nella cornice della Reggia di Caserta. L'intero ricavato della vendita dei calendari viene donato in beneficenza equamente divisa tra la Caritas di Casagiove curata da don Stefano Giaquinto e la fondazione di don Luigi Merola.
La formazione rossoblù viene invitata al Memorial vittime delle mafie promosso dalla fondazione Mario Diana, il 20 marzo a Quarto, insieme alla fondazione Libera, ad una selezione di giornalisti campani e al Quarto, formazione del campionato di Eccellenza diventata simbolo della lotta alla Camorra. Proprio contro il Quarto la Casertana disputa una partita amichevole imponendosi per due reti ad una.
Il 6 maggio 2015 la Casertana partecipa alla "Partita del Cuore" allo Stadio Pinto, organizzata dall'Associazione San Francesco d'Assisi Onlus, evento che coinvolge anche i ragazzi di alcune scuole cittadine con musica dal vivo durante l'intervallo. I proventi sono stati interamente devoluti a tale associazione. Tre giorni più tardi, il 9 maggio 2015, i calciatori rossoblù entrano in campo nel derby contro la Salernitana con una maglia che reca la scritta AL FIANCO DEI DIPENDENTI INDESIT, mostrando solidarietà nei confronti dei lavoratori dello stabilimento Indesit di Carinaro (CE), in procinto di essere licenziati da parte della Whirlpool.
Nella stagione 2015-2016 si rinnova il pluriennale legame con la fondazione "A' voce d'é creature". Il 7 novembre 2015 viene annunciata la collaborazione tra la Casertana e l'associazione umanitaria Emergency, mentre il 14 febbraio successivo i rossoblù sono scesi in campo dietro lo striscione dell'Unicef.
Il 1º settembre 2017 la Casertana avvia un rapporto di collaborazione con LIVE Onlus, associazione molto attiva in ambito sportivo. Il 12 ottobre comunica, ancora in collaborazione con gli RFC Ska Lions, la partecipazione alle "Action Weeks", iniziativa antirazzista lanciata dal FARE (acronimo di Football Against Racism in Europe).
Nel 2019 collabora con l'associazione Casamore.

### Settore giovanile
La Casertana è la prima squadra a vincere il Campionato nazionale Dante Berretti, nella stagione 1966-1967, torneo che prevedeva l'utilizzo di giocatori nati dal 1945 in poi ma che abbiano compiuto almeno il sedicesimo anno di età. Parteciparono 53 società di Serie C e 59 di Serie D per un totale di 112 squadre. La Casertana il 6 giugno 1967 batté in finale il Cesena diventando così campione d'Italia.

## Diffusione nella cultura di massa
La città di Caserta ebbe un enorme risalto nella cronaca del 1969 perché presa d'assedio con episodi rivoltosi per circa dieci giorni, tra i quali l'incendio della stazione ferroviaria. La causa fu la mancata promozione della Casertana in Serie B per illecito sportivo, rivelatosi successivamente infondato. Questo evento, unico nella storia del calcio italiano, viene ricordato come la "Rivolta del pallone".
Viene citata durante il Festival di Sanremo del 1992 da Pippo Baudo nella presentazione del gruppo Statuto.
La Casertana è citata nel film 11 metri di Francesco Del Grosso che ripercorre la vita di Agostino Di Bartolomei. Si parla dei rossoblu nel periodo in cui Di Bartolomei giocava per la Salernitana e della rivalità per la vetta della classifica alla fine degli anni ottanta tra Salernitana e Casertana. Nel film vi è anche uno spezzone dell'epoca che ritrae Di Bartolomei impegnato nel tirare un calcio di rigore allo stadio Pinto.
Nel corso della stagione 2013-2014, visti i 19 risultati utili consecutivi inanellati, la Casertana attrae su di sé l'attenzione dei media, infatti la formazione rossoblu viene raccontata dalle telecamere del programma Mediaset La tribù del calcio e dai giornalisti del Guerin Sportivo.
La squadra viene anche inserita nel video iniziativa che ha come unico obiettivo la promozione delle bellezze di Caserta e provincia della "Ha Fuso Produzioni" dove sulle note di Happy di Pharrell Williams, insieme anche ad altre realtà sportive casertane, come ad esempio la JuveCaserta Basket e la VolAlto Caserta, squadra di pallavolo della città della Reggia.
È apparsa in due occasioni nel popolare programma televisivo Striscia la notizia all'interno della rubrica "Striscia lo striscione" condotta da Cristiano Militello. Una prima volta, durante la puntata del 28 settembre 2009, a causa della goliardica campagna abbonamenti 2009-10, il cui manifesto recava una caricatura del neopresidente degli Stati Uniti d'America Barack Obama con la scritta "Anche io tifo Casertana". La seconda volta invece è stata l'11 aprile 2017, nella quale fu mostrato il fortunoso gol dello stabiese Francesco Ripa durante il derby Juve Stabia-Casertana.
La Casertana risulta presente con account ufficiali anche sui principali social network. È infatti attiva dal 2010 su Facebook, attraverso il quale è stata eletta dai tifosi in tre occasioni (2014, 2016, 2017) al primo posto della "Social Pro League", competizione online riservata alle pagine ufficiali delle compagini di Lega Pro. A partire dal 10 ottobre 2013 è stato poi lanciato l'account Twitter, mentre dal 16 gennaio 2016 i Falchetti sono approdati anche su Instagram. Il 2 novembre 2017 è stato lanciato anche il canale YouTube ufficiale.

## Allenatori e presidenti
Di seguito l'elenco degli allenatori e dei presidenti della storia societaria.
- 1908-1920 nessuno
- 1920-1926  Alfredo De Negri (D.T.)
- 1926-1927  Lazlo Ruprich[N 1] e  Alfredo De Negri (D.T.)
- 1927-1928 nessuno[N 2]
- 1928-1929  Giovanni Vitrone
- 1929-1930 nessuno[N 3]
- 1930-1932  ...
- 1932-1936 nessuno[N 3]
- 1936-1937  László Szalay
- 1937-1939  Antonio Costa
- 1939-1940  Giorgio Armari
- 1940-1941  Giuseppe Attanasio
- 1941-1942  Nereo Marini[N 1]
- 1942-1943  Antonio Costa[90]
- 1943-1944 nessuno[N 4]
- 1945  Antonio Schwick
- 1945-1947  ...
- 1947-1948  Walter Corsanini[N 1]
- 1948-1950  Silvio Brioschi
- 1950-1952  Antonio Valese
- 1952-1953  Roberto Rabagliati[N 1]
- 1953-1955  Antonio Valese
- 1955-1956  Skender Perolli[91]
- 1956-1957  Francesco Lamberti
- 1957-1958  Leo Zavatti
- 1958-1959  Arnaldo Sentimenti
- 1959-1960  Mihály Vörös
- 1960-1962  Alfredo Notti
- 1962-1963  Arnaldo Sentimenti (1ª-5ª)
 Sergio Vergazzola (6ª-34ª)
- 1963-1964  Sergio Vergazzola (1ª-?ª)
 Aldo Olivieri (?ª-34ª)
- 1964-1965  Aldo Olivieri
- 1965-1966  Aldo Olivieri (1ª-5ª)
 Giacomo Mari (6ª-34ª)
- 1966-1967  Alberto Eliani (1ª-23ª)
 Giovanni Bagni (24ª-34ª)
- 1967-1968  Ulisse Giunchi (giu.)
 Renato Piacentini (1ª-6ª)
 Giovanni Bagni (7ª-10ª)
 Aldo Olivieri (11ª-38ª)
- 1968-1969  Domenico Rosati
- 1969-1970  Domenico Rosati (1ª-10ª)
 Giovanni Bagni (11ª-28ª)
 Santino Piccolo ed  Enzo Dolfin (D.T.)[N 5] (29ª-30ª)
 Leonardo Costagliola (31ª-38ª)
- 1970-1971  Leonardo Costagliola (1ª-18ª)
 Alberto Delfrati[N 5] (19ª)
 Renato Gei (20ª-38ª)
- 1971-1972  Gennaro Rambone
- 1972-1973  Gennaro Rambone (1ª-4ª)
 Mario David (5ª-38ª)
- 1973-1974  Antonio Pasinato
- 1974-1975  Giusto Lodi (1ª-28ª)
 Giovanni Bagni (29ª-38ª)
- 1975-1976  Nedo Sonetti
- 1976-1977  Ione Spartano (1ª-?ª)
 Biagio Catalano (?ª-?ª)
 Marco Fazzi[N 1] (?ª-?ª)
 Giovanni Bagni (?ª-34ª)
- 1977-1979  Claudio Tobia
- 1979-1980  Domenico Biti (1ª-5ª)
 Biagio Natale[N 5] (6ª)
 Terenzio Polverini (7ª-31ª)
 Biagio Natale (32ª-34ª)
- 1980-1981  Antonio Pasinato
- 1981-1982  Carlo Facchin (1ª-20ª)
 Pietro Camozzi (21ª-34ª)
- 1982-1983  Vincenzo Montefusco
- 1983-1984  Gaetano Salvemini
- 1984-1985  Gastone Bean
- 1985-1987  Giuseppe Materazzi
- 1987-1988  Francesco Liguori (1ª-2ª)
 Antonio Renna (3ª-34ª)
- 1988-1989  Vincenzo Montefusco
- 1989-1990  Vincenzo Montefusco (lug.-set.)
 Giuseppe Caramanno (1ª-34ª)
- 1990-1991  Mario Russo (1ª-2ª)
 Adriano Lombardi (3ª-34ª)
- 1991-1992  Adriano Lombardi (1ª-17ª)
 Giuseppe Materazzi (18ª-38ª e spareggio)
- 1992-1993  Franco Varrella (1ª-22ª)
 Giancarlo Ansaloni (22ª-34ª)
- 1993-1994  Gianfranco Farina (1ª-22ª)
 Franco Villa (23ª-24ª)
 Adriano Grava (25ª-34ª)
- 1994-1996  Claudio Tobia
- 1996-1997  Claudio Tobia (1ª-20ª)
 Walter Acierno (21ª-24ª)
 Carlo Orlandi (25ª-34ª e play-out)
- 1997-1998  Francesco Farina (1ª-18ª)
 Giovanni Gabriele (19ª-34ª)
- 1998-1999  Vincenzo Troiano (lug.-ago.)
 Valter Giobbo[N 5] (1ª)
 Adriano Lombardi[92] (2ª-11ª)
 Ciro Muro[N 1] (12ª-15ª)
 Gennaro Rambone[93] (15ª-20ª)
 Giovanni Gabriele (21ª-34ª)
- 1999-2000  Giovanni Gabriele (1ª-9ª)
 Mario Zurlini (10ª-18ª)
 Giuseppe Ciontoli (19ª-24ª)
 Luigi Bucci (25ª-34ª)
- 2000-2001  Corrado Urbano (1ª-18ª)
 Alberto Mari (19ª-25ª)
 Orlando Ceglia (26ª-34ª)
- 2001-2002  Valter Giobbio (1ª-3ª)
 Mario Schettino[94] (4ª-17ª)
 Gianfranco Farina (18ª-29ª)
 Michele Motta e  Giovanni Caropreso (30ª-34ª)
- 2002-2003  Silvio Argenio (lug.-set.)
 Mario Buccilli (1ª-3ª)
 Gaetano Musella[95] (4ª-11ª)
 Salvatore Campilongo[96] (12ª-26ª)
 Mario Buccilli (27ª-34ª e play-out)
- 2003-2004  Ezio Capuano (lug.-set.)
 Francesco Tudisco (1ª-5ª)
 Antonio Merolla (6ª-12ª)
 Onofrio Barone[N 1] (13ª-34ª e play-off)
- 2004-2005  Onofrio Barone[N 1] (1ª-5ª)
 Giuseppe Di Franco (5ª-22ª)[N 6]
- 2005-2006  Andrea Ciaramella (1ª-8ª)
 Gianfranco Farina (8ª-30ª e play-off)
- 2006-2007  Luigi Sorianiello
- 2007-2008  Luigi Sorianiello (1ª-7ª)
 Francesco Farina (8ª-12ª)
 Luca Di Filippo[N 5] (13ª)
 Mario Pietropinto (14ª-34ª e play-out)
- 2008-2010  Vincenzo Feola
- 2010-2011  Renato Cioffi (1ª-26ª)
 Gianluca Grassadonia[97] (27ª-38ª e play-off)
- 2011-2012  Vincenzo Feola (1ª-12ª)
 Giovanni Ferraro[98] (12ª-34ª e play-off)
- 2012-2013  Mario Di Nola (1ª-7ª)
 Vincenzo Maiuri[99] (8ª-17ª)
 Mario Di Nola (18ª-21ª)
 Vincenzo Maiuri[100] (22ª-34ª e play-off)
- 2013-2014  Ezio Capuano (1ª-3ª)
 Guido Ugolotti (4ª-34ª)
- 2014-2015  Angelo Gregucci (1ª-14ª)
 Salvatore Campilongo[101] (15ª-38ª)
- 2015-2016  Nicola Romaniello[102] (1ª-27ª)
 Andrea Tedesco[103] (28ª-30ª)
 Nicola Romaniello[104] (31ª-34ª e play-off)
- 2016-2017  Andrea Tedesco (1ª-37ª)
 Raffaele Esposito[105] (38ª e play-off)
- 2017-2018  Cristiano Scazzola[106] (1ª-6ª)
 Luca D'Angelo[107] (7ª-36ª e play-off)
- 2018-2019  Gaetano Fontana (1ª-13ª)[108]
 Raffaele Esposito[N 5] (14ª)
 Raffaele Esposito e  Nello Di Costanzo (D.T.)[109] (15ª-32ª)
 Sandro Pochesci (33ª-38ª e play-off)
- 2019-2020  Ciro Ginestra
- 2020-2021  Federico Guidi
- 2021-2022  Vincenzo Maiuri (1ª-21ª)
 Vincenzo Feola (22ª-38ª)[110]
- 2022-2023  Carmine Parlato (1ª-9ª)
 Luigi Panarelli (10ª-17ª)
 Vincenzo Cangelosi (18ª-34ª e play-off)
- 2023-2024  Vincenzo Cangelosi
- 2024-2025  Manuel Iori (1ª-22ª)
 Massimo Pavanel (23ª-31ª)
 Manuel Iori (32ª-38ª)

- 1908-1911  Antonio Mormone
- 1911-1912  Leopoldo De Negri
- 1912-1920  ...
- 1920-1926  Giovanni Campopiano
- 1926-1927  Mario Biggiero
- 1927-1928 nessuno[N 2]
- 1928-1936  ...
- 1936-1940  Giovanni Campopiano
- 1940-1941  ...
- 1941-1942  Nicola De Lillo
- 1942-1943  Michele Cutillo
- 1943-1944 nessuno[N 4]
- 1945  Andrea Ianniello
- 1945-1947  Sebastiano Raucci
- 1947-1948  Nicola Fusco
- 1948-1952  Romeo Vitrone
- 1952-1953  Romeo Vitrone
 Vincenzo D'Elia (commissario)
- 1953-1958  Carlo Manzi
- 1958-1959  Carlo Limone
 Luigi Cuccaro (commissario)
 Renato Iaselli
- 1960-1963  Renato Iaselli
- 1963-1974  Giuseppe Moccia
- 1974-1975  Giuseppe Moccia
 Luigi Cuccaro
- 1975-1976  Luigi Cuccaro
- 1976-1977  Raffaele Mazzitelli (comm. straordinario)
 Giovannibattista Musto
- 1977-1979  Giovannibattista Musto
- 1979-1980  Giovannibattista Musto
 Antonio Farina
- 1980-1981  Antonio Farina
- 1981-1982  Raffaele Statuto
- 1982-1984  Raffaele Cammarota
- 1984-1986  Antonio Farina
- 1986-1987  Augusto Tommaselli (amm. unico)
- 1987-1993  Vincenzo Cuccaro
- 1993-1994  Walter Tilli
- 1994-1996  Salvatore Tufano
- 1996-1997  Salvatore Tufano
 Giuseppe Di Benedetto
- 1997-1999  Giuseppe Di Benedetto
- 1999-2002  Vincenzo Petrella
- 2002-2003  Renato Trucco
 Arturo Di Mascio
- 2003-2005  Arturo Di Mascio
- 2005-2006  Renato Lamberti
 Giovanni Pascarella
- 2006-2007  Giovanni Pascarella
- 2007-2008  Giovanni Pascarella
 Carlo Sparaco
- 2008-2010  Carlo Sparaco
- 2010-2012  Francesco Verazzo
- 2012-2013  Francesco Verazzo
 Giovanni Lombardi[111]
- 2013-2015  Giovanni Lombardi
- 2015-2016  Pasquale Corvino[112]
- 2016-2017  Pasquale Corvino/ Luca Tilia
 Luca Tilia
 Luca Tilia/ Giuseppe D'Agostino[113]
 Giuseppe D'Agostino[55]
- 2017-presente  Giuseppe D'Agostino

Annotazioni
1. 1 2 3 4 5 6 7 8  Allenatore-giocatore
2. 1 2  Società sciolta
3. 1 2  Società inattiva
4. 1 2  Società inattiva per cause belliche
5. 1 2 3 4 5 6  ad interim
6. ↑  Non disputate le partite dalla 23ª alla 34ª per l'esclusione della Casertana dal Campionato

## Calciatori

Marco Fazzi, primatista di presenze e reti nonché capitano dal 1974 al 1978.

Il calciatore con più presenze della storia della Casertana è l'attaccante Marco Fazzi, che tre il 1968 e il 1978 ha giocato 292 partite di Campionato e 25 di Coppa Italia.
Altri calciatori, ma non durante la militanza a Caserta, hanno invece indossato la maglia della Nazionale italiana, come Luca Bucci, Francesco Statuto, Fabio Petruzzi e Fabrizio Ravanelli (convocato anche per l'Europeo del 1996), mentre tra le file della propria Nazionale hanno giocato lo jugoslavo Borislav Cvetković, il guineano Karamoko Cissé e soprattutto l'argentino Pedro Pasculli, Campione del mondo 1986 che ha chiuso la carriera alla Casertana. Inoltre, Benny Carbone ha vinto l'Europeo Under-21 del 1994, Salvatore Matrecano quello del 1992 e partecipato ai Giochi Olimpici di Barcellona, mentre Pasquale Carotenuto è stato un importante elemento della Nazionale italiana di beach soccer anche contemporaneamente alla sua esperienza casertana.
Giuseppe Volpecina e Gianluca Grava, prodotti delle giovanili rossoblù, hanno vinto rispettivamente un Campionato (1986-1987) e una Coppa Italia (2011-2012) con il Napoli.
Nel 1973-1974 è stato calciatore della Casertana il difensore Piero Volpi, diventato in due occasioni parte dello staff medico dell'Inter una volta ritiratosi. Infine, altri due prodotti delle giovanili approdati in prima squadra, Santino Piccolo (1948-1957) e Lello Farina (1947-1948), sono stati soci fondatori nel 1951, e in seguito allenatore e viceallenatore, della Juvecaserta Basket.

### Capitani
- 1908-1911  ...
- 1911  Luciano Imerigo[114]
- 1911-1924  ...
- 1924-1927  Antonio Costa[115]
- 1927-1928  ...
- 1928-1929  Antonio Costa[115]
- 1929-1930 ...
- 1930-1931  Cannata
- 1931-1939  ...
- 1939-1940  Alessandro Gazzillo[116]
- 1940-1943  ...
- 1943-1944 nessuno[N 1]
- 1945-1952  ...
- 1952-1953  Roberto Rabagliati[117]
- 1953-1964  ...
- 1964-1971  Ezio Anghileri
- 1971-1974  ...
- 1974-1978  Marco Fazzi
- 1978-1979  Bruno Govetto[118]
- 1979-1980  ...
- 1980-1982  Domenico Di Maio
- 1982-1983  Adriano Grava
- 1983-1984  ...
- 1984-1985  Paolo Doto
- 1985-1987  Salvatore Ianniello
- 1987-1988  Mario Buccilli
- 1988-1989  Franco Pancheri
- 1989-1992  Marco Serra
- 1992-1993  Pietro Armenise[119]
- 1993-1994  Mariano Marchetti
- 1994-1995  Michele Amato
- 1995-1997  Stefano Sacco
- 1997-2000  ...
- 2000-2001  Egidio Pirozzi
- 2001-2003  ...
- 2003-2005  Onofrio Barone
- 2005-2006  Massimo Carnevale[120]
- 2006-2007  Massimiliano Raucci
- 2007-2008  Gennaro Di Maio[121]
- 2008-2009  Ivan De Michele
- 2009-2010  Massimiliano Raucci
- 2010-2011  Raffaele Corsale
- 2011-2012  Matteo Della Ventura[122]
- 2012-2013  Salvatore Basile[123][N 2]
 Salvatore D'Alterio
- 2013-2015  Salvatore D'Alterio[124]
- 2015-2016  Salvatore D'Alterio[N 3]
 Riccardo Idda[125]
- 2016-2017  Salvatore D'Alterio[126]
- 2017-2018  Ivan Rajčić[127]
- 2018-2020  Pasquale Rainone[128]
- 2020-2021  Luigi Castaldo
- 2021-2023  Pasquale Rainone
- 2023-2024  Daniele Celiento[129]
- 2024-2025  Loris Bacchetti

Annotazioni
1. ↑  Società inattiva per cause belliche
2. ↑  Ritirato a stagione in corso
3. ↑  Ceduto a stagione in corso

### Contributo alle nazionali
Al termine della stagione 2018-19, nel mese di giugno, il portiere Marius Adamonis riceve la prima convocazione in Nazionale lituana.
Presenze di tesserati nella rispettiva Nazionale maggiore durante la militanza nella Casertana
| Paese    | Giocatore       |
| -------- | --------------- |
| Lituania | Marius Adamonis |

Presenze di tesserati nella rispettiva Nazionale Under-21 durante la militanta nella Casertana
| Paese          | Giocatore      |
| -------------- | -------------- |
| Estonia U-21   | Daniil Pareiko |
| Finlandia U-21 | Henrii Salomaa |

## Palmarès

### Competizioni interregionali
- Serie C: 1

1969-1970
- Serie C1: 1

1990-1991
- Serie C2: 1

1980-1981
- Campionato Nazionale Dilettanti: 1

1995-1996

### Competizioni regionali
- Eccellenza: 2

2006-2007, 2008-2009
- Coppa Italia Dilettanti Campania: 1

2006-2007

### Competizioni giovanili
- Campionato nazionale Dante Berretti: 1

1966-1967 (torneo Serie C)

### Altri piazzamenti
- Serie C:

Secondo posto: 1967-1968, 1968-1969
Terzo posto: 1964-1965 (girone C), 1973-1974
- Serie C1:

Terzo posto: 1986-1987, 1989-1990
- Lega Pro Seconda Divisione:

Secondo posto: 2013-2014 (girone B)
- Serie D:

Secondo posto: 1960-1961 (girone F)
- Coppa Italia Dilettanti:

Finalista: 2006-2007

## Statistiche e record

### Partecipazione ai campionati
| Livello | Categoria                                   | Partecipazioni | Debutto   | Ultima stagione | Totale |
| ------- | ------------------------------------------- | -------------- | --------- | --------------- | ------ |
| 2º      | Prima Divisione                             | 1              | 1926-1927 | 1926-1927       | 3      |
| 2º      | Serie B                                     | 2              | 1970-1971 | 1991-1992       | 3      |
| 3º      | Serie C                                     | 27             | 1941-1942 | 2025-2026       | 41     |
| 3º      | Serie C1                                    | 11             | 1981-1982 | 1992-1993       | 41     |
| 3º      | Lega Pro                                    | 3              | 2014-2015 | 2016-2017       | 41     |
| 4º      | Promozione                                  | 2              | 1948-1949 | 1949-1950       | 19     |
| 4º      | IV Serie                                    | 4              | 1952-1953 | 1956-1957       | 19     |
| 4º      | Campionato Interregionale - Prima Categoria | 1              | 1957-1958 | 1957-1958       | 19     |
| 4º      | Serie D                                     | 7              | 1960-1961 | 2022-2023       | 19     |
| 4º      | Serie C2                                    | 4              | 1978-1979 | 1996-1997       | 19     |
| 4º      | Lega Pro Seconda Divisione                  | 1              | 2013-2014 | 2013-2014       | 19     |
| 5º      | Campionato Nazionale Dilettanti             | 5              | 1993-1994 | 1998-1999       | 16     |
| 5º      | Serie D                                     | 11             | 1999-2000 | 2012-2013       | 16     |

In 79 stagioni sportive disputate a livello nazionale a partire dall'esordio nel Direttorio Divisioni Superiori, compresi 1 campionato di Prima Divisione Meridionale (B) e 4 campionati di Serie C2. Oltre a numerose annate antecedenti il secondo conflitto mondiale, sono escluse le stagioni 1946/47, 1953/54, 2005/06, 2006/07 e 2008/09, nelle quali la Casertana partecipò ai massimi tornei del Comitato Regionale Campano.

### Statistiche di squadra
Campionati nazionali
- Secondo livello:

Stagioni disputate: 3
Miglior piazzamento: 17º posto (1991-1992)
- Terzo livello:

Campionati vinti: 2 (1969-1970, 1990-1991)
Promozioni nel secondo livello: 2 (1969-1970, 1990-1991)
- Quarto livello:

Campionati vinti: 1 (1980-1981)
Promozioni nel terzo livello: 2 (1980-1981, 2013-2014)
Partite
- Miglior vittoria casalinga: vs. Magna Grecia 11-0 (2003-2004)[132]
- Miglior vittoria esterna: vs. Atletico Nola 0-6 (2010-2011)[132]
- Peggiore sconfitta: vs. Internaples 0-10 (1925-1926)[133][134]
- Maggior numero di vittorie consecutive: 10 (1989-1990)[135]
- Maggior numero di risultati utili consecutivi: 19 (2013-2014)[82]

### Lega Sud
| Lega | Categoria       | Partecipazioni | Debutto   | Ultima stagione | Totale |
| ---- | --------------- | -------------- | --------- | --------------- | ------ |
| LS   | Prima Divisione | 1              | 1925-1926 | 1925-1926       | 1      |

Piazzamento: 3º posto nei gironi regionali di qualificazione.

### Statistiche individuali
Di seguito le top 11 di presenze e reti assolute della storia societaria.
| Record di presenze - 317 Marco Fazzi (1968-71, 1972-78) - 304 Domenico Di Maio (1968-74, 1979-82) - 275 Pasquale Suppa (1984-92, 2005-06) - 244 Massimiliano Raucci (1999-07, 2008-10) - 242 Ivano Giordano (1984-92) - 233 Ezio Anghileri (1963-71) - 219 Michele Savastano (1952-53, 1954-60, 1961-63) - 217 Salvatore D'Alterio (1996-00, 2012-16, 2016-17) - 209 Glauco Pozzetti (1947-56) - 207 Adriano Grava (1973-76, 1980-83) - 207 Giuseppe Porrino (1969-73, 1980-83) | Record di reti - 105 Marco Fazzi (1968-71, 1972-78) - 92 Michele Savastano (1952-53, 1954-60, 1961-63) - 50 Ciro Barile (1949-54) - 43 Oscar Tacchi (1978-82) - 42 Salvatore Campilongo (1989-92) - 41 Giampaolo Cominato (1967-70) - 40 Rosario Majella (2011-13) - 39 Gino Etrusco (1953-58) - 34 Emiliano Olcese (2007-10) - 33 Adriano Gè (1949-51) - 33 Carmine Gravina (1952-59) |

## Tifoseria

### Storia

I Fedayn Bronx in curva nord nei primi anni novanta.

La tifoseria casertana balzò alla ribalta nazionale già nel 1969, quando a causa di una presunta combine la squadra cittadina perse il diritto di iscriversi alla Serie B per la prima volta dopo aver vinto il campionato di Serie C 1968-1969. Sollecitati dalle autorità locali a protestare, i supporters organizzarono una violenta manifestazione che prese il nome di Rivolta del pallone. Negli anni 1970 nacquero i primi gruppi organizzati, come il Commando ultrà gradinata (durante la stagione 1978-1979) e i Fedelissimi. Negli anni 1980 il fenomeno ultras si allargò con la nascita di nuovi gruppi, in particolare i Fedayn Bronx (sorti dopo lo scioglimento dei Fedelissimi e sin dalla fondazione nel 1981 elemento trainante della curva). A questi fecero seguito i Crazy Boys (1982), il Cool Clan (1985), i Crips (1988-2012), i Boys Vanvitelli, i Southern Boys (1988) e i New Rebels (1991), oltre a diverse sezioni sorte stesso in seno ai Fedayn Bronx come le Brigate (1990), i Mods (1990), i Pessimi Elementi, l'Inferno (1990), il Gruppo Damigiana (1990), le Anime Infette e i Crazy Bulldog. Nei due decenni successivi, complice il fallimento della società, si sciolse la maggior parte dei gruppi minori, mentre si formarono i South Kaos (1994), le Menti Opache (1992), gli Autonomi, i  Fedelissimi (1999), i Neds, i Bad Boys (2002) e i Rude Boys (2002). Intorno agli anni 2010 sono nati i 1908, le “nuove leve” (2014) i The Black Sheep, i Solo Per La Maglia (2016). A partire dalle ultime partite in casa della stagione 2017-18 (e dal 2018-19 anche in trasferta) la Casertana viene seguita anche dai Boys Caserta, gruppo nato per supportare la squadra cittadina di basket, la Juvecaserta. Verso la fine del 2022 una fazione giovanile fonda il gruppo Way of Life, che a partire dalla stagione 2023-24 segnala la propria presenza anche attraverso uno striscione. È esistito anche un Centro coordinamento dei clubs (o più semplicemente C.C.C.) che si interessava dei "club Casertana" sparsi per la Provincia.

Casertani in trasferta a Cosenza nella stagione 1991-1992.

Tradizionalmente gli ultras casertani sono vicini a posizioni politiche di sinistra, o comunque antifasciste e antirazziste. Inoltre, in diverse occasioni si sono schierati contro le guerre in Afghanistan e Iraq. Si ricordano anche battaglie di carattere ambientalistico relative, ad esempio, alla chiusura della discarica sita in località Lo Uttaro.
Il tifo organizzato casertano prese inizialmente posto nel settore distinti dello Stadio Pinto, per poi spostarsi in curva nord, poi nella sud e successivamente ancora nella più capiente curva nord negli anni 1990. Per motivi di agibilità dei settori sono infine stati costretti a tornare nei distinti.
Per quanto riguarda il seguito, oltre naturalmente che nel capoluogo, questo è molto radicato in diverse aree della Provincia, in particolare nei comuni della Valle di Suessola (San Felice a Cancello, Santa Maria a Vico, Arienzo) e nella vicina Casagiove. Proprio a San Felice il 5 maggio 2015 è stato infatti inaugurato il primo "club Casertana" dal ritorno in Terza serie.

### Gemellaggi e rivalità

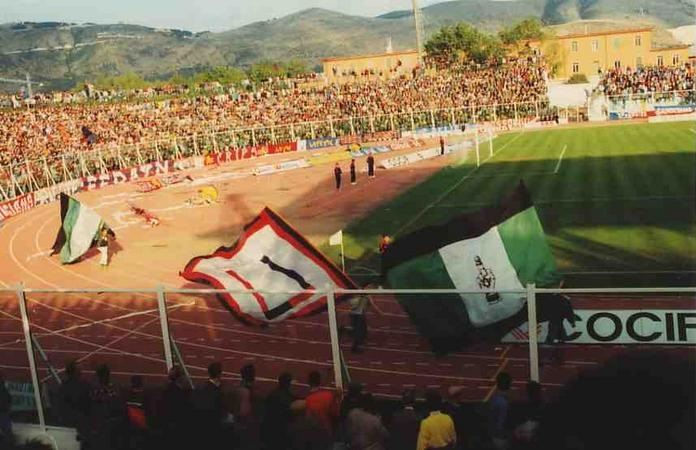
Caserta 1991, giro di campo delle bandiere delle squadre di Avellino e Casertana, a testimonianza della forte amicizia tra le due tifoserie.

La tifoseria casertana vanta due saldi e storici gemellaggi. Il primo è quello con i cosentini. Nato nel luglio del 1985, in occasione del raduno ultras a Fuscaldo promosso proprio dagli ultras del Cosenza, ha avuto modo di manifestarsi in più e diverse occasioni nel corso degli anni. Il secondo, nato nel 1985 al pari di quello coi cosentini, è con i tifosi della Ternana, in particolare col gruppo Freak Brothers. Le tre tifoserie sono unite da una forte e reciproca stima, oltre che da comuni ideali politici, riconducibili all'idealismo di estrema sinistra. Vi sono inoltre amicizie molto sentite con i tifosi del Cassino, del Marsala e del Messina, reciproco rispetto invece con quelli della Viribus Unitis, del Livorno e dell'Ilvamaddalena. In ambito internazionale invece sono ottimi i rapporti intrattenuti con la tifoseria del Mainz. Per più di 30 anni i Casertani hanno condiviso una fraterna amicizia con la tifoseria dell'Avellino, cominciata nel 1991 ed interrotta nel 2024, anche se permane profondo rispetto.
Per i tifosi casertani il derby per eccellenza è quello con la Salernitana, che rappresenta la rivalità principale. A seguire, rapporti molto tesi anche nelle sfide con Savoia, Paganese e Juve Stabia, con la quale nel 2017 si è interrotta una trentennale amicizia. Sentite anche le sfide con i tifosi di Gladiator, Benevento, Cavese, Ischia Isolaverde, Nocerina, Nola, Palmese, Puteolana, Turris, Campobasso, Brindisi, Casarano, Fidelis Andria, Foggia, Giarre, Monopoli (rapporti tesi soprattutto negli anni 1980 e riacutizzatisi intorno al 2020), Taranto, Catania, Perugia, Lecce e Frosinone (con cui fino al 1997 vigeva un rapporto di rispetto). Schermaglie minori hanno visto, inoltre, contrapporsi ai Casertani i supporters di Acireale, Boys Caivanese, Civitavecchia, Siracusa, Sorrento e Latina.

## Organico

### Rosa 2025-2026
| N. |                      | Ruolo | Calciatore           |
| -- | -------------------- | ----- | -------------------- |
|    | Italia (bandiera)    | P     | Victor De Lucia      |
|    | Italia (bandiera)    | P     | Alessandro Vilardi   |
|    | Italia (bandiera)    | P     | Emanuele Merolla     |
|    | Italia (bandiera)    | D     | Francesco Allegretti |
|    | Italia (bandiera)    | D     | Loris Bacchetti ()   |
|    | Italia (bandiera)    | D     | Matteo Falasca       |
|    | Italia (bandiera)    | D     | Luca Giugno          |
|    | Italia (bandiera)    | D     | Jonas Heinz          |
|    | Croazia (bandiera)   | D     | Ivan Kontek          |
|    | Italia (bandiera)    | D     | Daniele Liotti       |
|    | Argentina (bandiera) | D     | Manuel Llano         |
|    | Italia (bandiera)    | D     | Gabriele Rocchi      |
|    | Italia (bandiera)    | D     | Michele Tarantino    |
|    | Italia (bandiera)    | C     | Vincenzo Arzillo     |
|    | Italia (bandiera)    | C     | Leonardo Di Tommaso  |

| N. |                         | Ruolo | Calciatore            |
| -- | ----------------------- | ----- | --------------------- |
|    | Italia (bandiera)       | C     | Kevin Leone           |
|    | Belgio (bandiera)       | C     | Sasha Mancini         |
|    | Italia (bandiera)       | C     | Mattia Matese         |
|    | Italia (bandiera)       | C     | Salvatore Pezzella    |
|    | Italia (bandiera)       | C     | Federico Proia        |
|    | Francia (bandiera)      | A     | Axel Bakayoko         |
|    | Italia (bandiera)       | A     | Accursio Bentivegna   |
|    | Italia (bandiera)       | A     | Ciro Capasso          |
|    | Italia (bandiera)       | A     | Mirko Carretta        |
|    | Italia (bandiera)       | A     | Alessandro De Liguori |
|    | Italia (bandiera)       | A     | Umberto Galletta      |
|    | Sierra Leone (bandiera) | A     | Yayah Kallon          |
|    | Italia (bandiera)       | A     | Giuseppe Romano       |
|    | Italia (bandiera)       | A     | Michele Vano          |